# تاماكي ماتسوموتو
تاماكي ماتسُموتو (باليابانية: 松元 環季، بالروماجي: Matsumoto Tamaki) مواليد 7 فبراير 1999، هي ممثلة أداء صوتي يابانية بدأت مسيرتها الفنية عام 2002.

## الأعمال

### مسلسلات
- البؤساء (أنمي) (الدور: كوزيت)
- كود گياس - لولوش الثورة R2

## وصلات خارجية
- تاماكي ماتسوموتو على موقع IMDb (الإنجليزية)
- تاماكي ماتسوموتو على موقع ميوزك برينز (الإنجليزية)
- تاماكي ماتسوموتو على موقع قاعدة بيانات الفيلم (الإنجليزية)
- تاماكي ماتسوموتو على موقع ANN person (الإنجليزية)